# 古城镇 (陆川县)
古城镇，是中华人民共和国广西壮族自治区玉林市陆川县下辖的一个乡镇级行政单位。

## 行政区划
古城镇下辖以下地区：
古城村、长径村、良村、八角村、陆因村、北豆村、陆落村、楼脚村、盘龙村和清耳村。